# 角麓平
角麓平（かくろくたい）は、岩手県八幡平市と秋田県鹿角市との県境にある山である。

## 概要
標高は780m。鹿角（花輪）盆地南東縁に位置する八森から南へ伸びる稜線上にある。稜線は、鳥谷沢頭・高毛戸・角麓平・竹ノ子平を通り、呱子森を経て八幡平へ続いている。北東斜面を流れる兄川の枝沢、折合沢との間には断層があり、新第三紀中新世に断層南側が沈降して形成されたと考えられる堆積層から成るが、隆起の結果、折合沢の古生層（ジュラ系）との高低関係は逆転している。稜線部には新第三紀後期の火山岩も見られる。
国道341号沿線にある鹿角市の熊沢集落などから登山道が通じている。

## 近くの山
- 高毛戸
- 竹ノ子平